# Birdflesh
Birdflesh är ett svenskt grindcoreband ifrån Växjö. Bandets låttitlar och texter är oftast humoristiska. Sedan bandet bildades år 1992 har de hunnit ge ut fyra fullängdsalbum och åtta split-album tillsammans med andra band.

## Medlemmar
Nuvarande medlemmar
- Smattro Ansjovis (Adde Mitroulis) – trummor, sång (1992– )
- Panda Flamenco (Joakim Svensson aka "Willy Whiplash") – basgitarr, sång (2007– )
- Count Crocodelis (Elis Edin Markskog) – gitarr (2011– )

Tidigare medlemmar
- Mutanga (Magnus  Roos) – basgitarr (1992–2001)  (ex-Melody Club)
- Oscar Blue (Oskar Ludvig Larsson) – basgitarr (2009)
- Achmed Abdulex (Alex Gadler) – gitarr, sång (1992–2011 )
- Moshbastard, Barbro Havohej (Hampus Klang) – basgitarr, sång (2001–2007)

Turnerande medlemmar
- Cab (Mikael Castervall) – gitarr (2003)
- Billy Bob Banjovich (Elis Edin Markskog) – gitarr (2011)

## Diskografi
Demo
- 1994 – The Butcherbitchtape
- 1995 – Demo of Hell
- 1997 – Fishfucked
- 1998 – We Were 7 Who 8... ...Our Neighbours on a Plate
- 2004 – Killing Rosenkeller
- 2007 – Happy Fun Sumo Sandwich

Studioalbum
- 2001 – Alive Autopsy
- 2002 – Night of the Ultimate Mosh
- 2006 – Mongo Musicale
- 2008 – The Farmer's Wrath
- 2019 – Extreme Graveyard Tornado

Livealbum
- 2005 – Live @ Giants of Grind
- 2015 – Melbourne in Hell

EP
- 1998 – Trip to the Grave
- 2002 – Carnage on the Fields of Rice

Annat
- 1999 – Misery of the Defenceless / Do You Love Grind? pt: 2 (delad vinylalbum: Birdflesh / Carcass Grinder)
- 1999 – Wo-man?! / Morbid Jesus (delad vinylalbum: Birdflesh / Squash Bowels)
- 2001 – The Dead / Birdflesh (delad CD)
- 2002 – Swedish Assault (delad CD: Birdflesh / Gadget / Sayyadina / Assel / Genocide Superstars / Disfear)
- 2003 – Catbomb / Untitled (delad vinylalbum: Birdflesh / The Kill)
- 2004 – Death Metal Karaoke / My Flesh Creeps at Insects (delad vinylalbum: Birdflesh / Embalming Theatre)
- 2004 – Time to Face Extinction (delad CD: Birdflesh / Catheter)
- 2006 – Taste of the Sun / In the Swamps You Rot (delad vinylalbum: Birdflesh / Splatterhouse)
- 2007 – Untitled / The Thing That Should Not Beak (delad 7" vinyl: Birdflesh / Hatebeak)
- 2014 – Cirkus Kristus / Untitled (delad 12" vinyl: Birdflesh / P.L.F.)
- 2015 – Nekroacropolis (delad vinylalbum: Birdflesh / Slavebreed)
- 2017 – Birdflesh / Organ Dealer (delad album: Birdflesh / Organ Dealer)